# レーマーグラスと脚付き鉢、パンのある静物
『レーマーグラスと脚付き鉢、パンのある静物』（レーマーグラスとあしつきはち、パンのある静物、西: Bodegón con copa roemer, tazza de plata y panecillo、英: Still Life with Römer, Silver Tazza and Bread Roll）は、オランダ絵画黄金時代の画家ピーテル・クラースゾーンが1637年にキャンバス上に油彩で制作した絵画である。画面にはクラースゾーンの典型的なモノグラムによる署名と制作年のほかに「TÉNESIUS」と記されているが、これは画家の故郷の可能性があるティーネン (ベルギーのブラバント州の町) のラテン語の表記「Tenensis」を誤って書いたものなのかもしれない。作品は1931年にスペインの個人収集家ペドロ・フェルナンデス・ドゥランから遺贈されて以来、マドリードのプラド美術館に所蔵されている。

## 作品
17世紀のオランダ絵画の中で、静物画は重要なジャンルであった。モティーフへの近い距離感できわめて細密に形状や質感を再現した静物画は装飾品としての価値が非常に高く、オランダの豪商やブルジョア階級の邸宅を飾った。数多くの画家が静物画に特化する中、ピーテル・クラースゾーンは特に名高い画家の1人であった。本作のようなモノクロームの静物画は1629年にウィレム・クラースゾーン・ヘーダが始めたものであるが、ピーテル・クラースゾーンも同様の技巧で発展させたので、彼らは2人ともモノクロームの静物画の代表的な画家と見なされている。

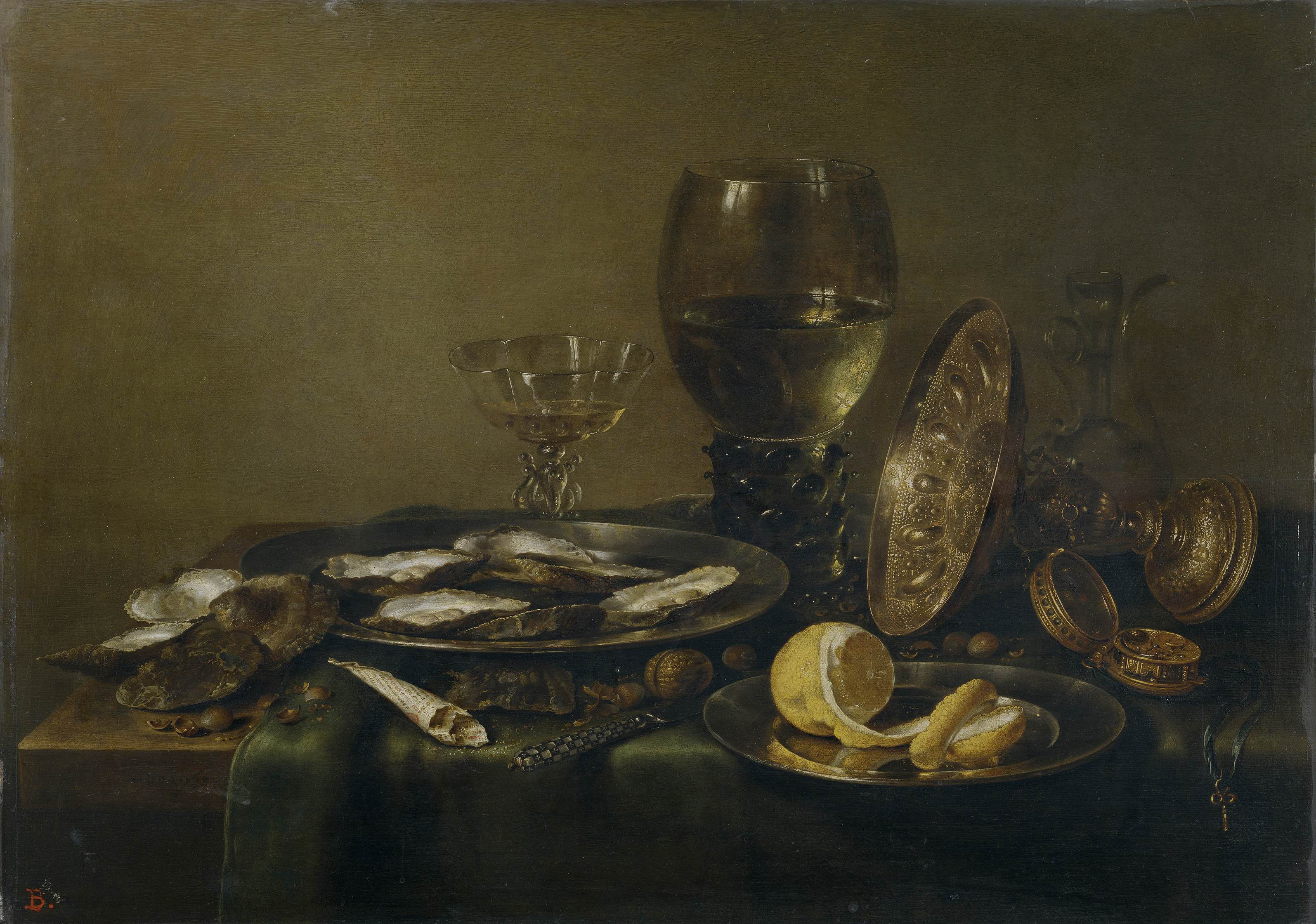
ウィレム・クラースゾーン・ヘーダ『静物』 (1632年)、プラド美術館、マドリード

様式的な面では、本作はモノクロームの静物画のすべての特質と構図的要素を持っている。無地を背景として、緑色のクロスが掛けられたテーブルの上には、レーマーグラス、ベルケマイヤーグラス、銀色の脚付き鉢 (タッツァ)、ピューター (しろめ) の皿、ナイフに加え、割られたクルミ、ちぎりかけのパン、皮を剥いたレモンが並べられている。それらは、クラースゾーンが自身の遠近法と前面短縮法の技術を披露できるような特別な順序で配置されている。
描かれた品々は富裕層が所有したであろう家庭のものであり、イタリアから輸入された脚付き鉢を除けばオランダで製造されたものばかりである。画面外の左側から差し込む光は品々の影を投影させ、三次元性を生み出している。光はまた、モノクロームの静物画に特徴的な緑色と、灰色がかった茶色の色調を生み出している。丸く、膨らみのある形状を共有している金属とグラスの品々が輝きを放つ中、パン、レモン、クルミがそれらと対比されている。